# Buick Championship
Het Buick Championship is een golftoernooi voor vrouwen in China, dat deel uitmaakt van de Ladies European Tour. Het toernooi werd opgericht in 2015 en het vindt telkens plaats op de Shanghai Qizhong Golf Club in Shanghai.
Het toernooi wordt gespeeld in een strokeplay-formule met vier ronden en na de tweede ronde wordt de cut toegepast.

## Winnaars
| Jaar | Naam          | Score | Score | Info  |
| ---- | ------------- | ----- | ----- | ----- |
| 2015 | Shanshan Feng | 271   | –17   | [ 1 ] |

 Australian Ladies Masters ·
 Women's Australian Open ·
 New Zealand Women's Open ·
 World Ladies Championship ·
 Lalla Meryem Cup ·
 Buick Championship ·
 Turkish Ladies Open ·
 Dutch Ladies Open ·
 ISPS Handa Ladies European Masters ·
 Ladies Scottish Open ·
 Women's British Open ·
 Sberbank Golf Masters ·
 Helsingborg Open ·
 The Evian Championship ·
 Ladies Open de France ·
 Xiamen Open ·
 Sanya Ladies Open ·
 South African Women's Open ·
 Women's Indian Open ·
 Dubai Ladies Masters
Kowa Queens Cup ·
Solheim Cup